# Daisen-ji
Pour les articles homonymes, voir Daisen.

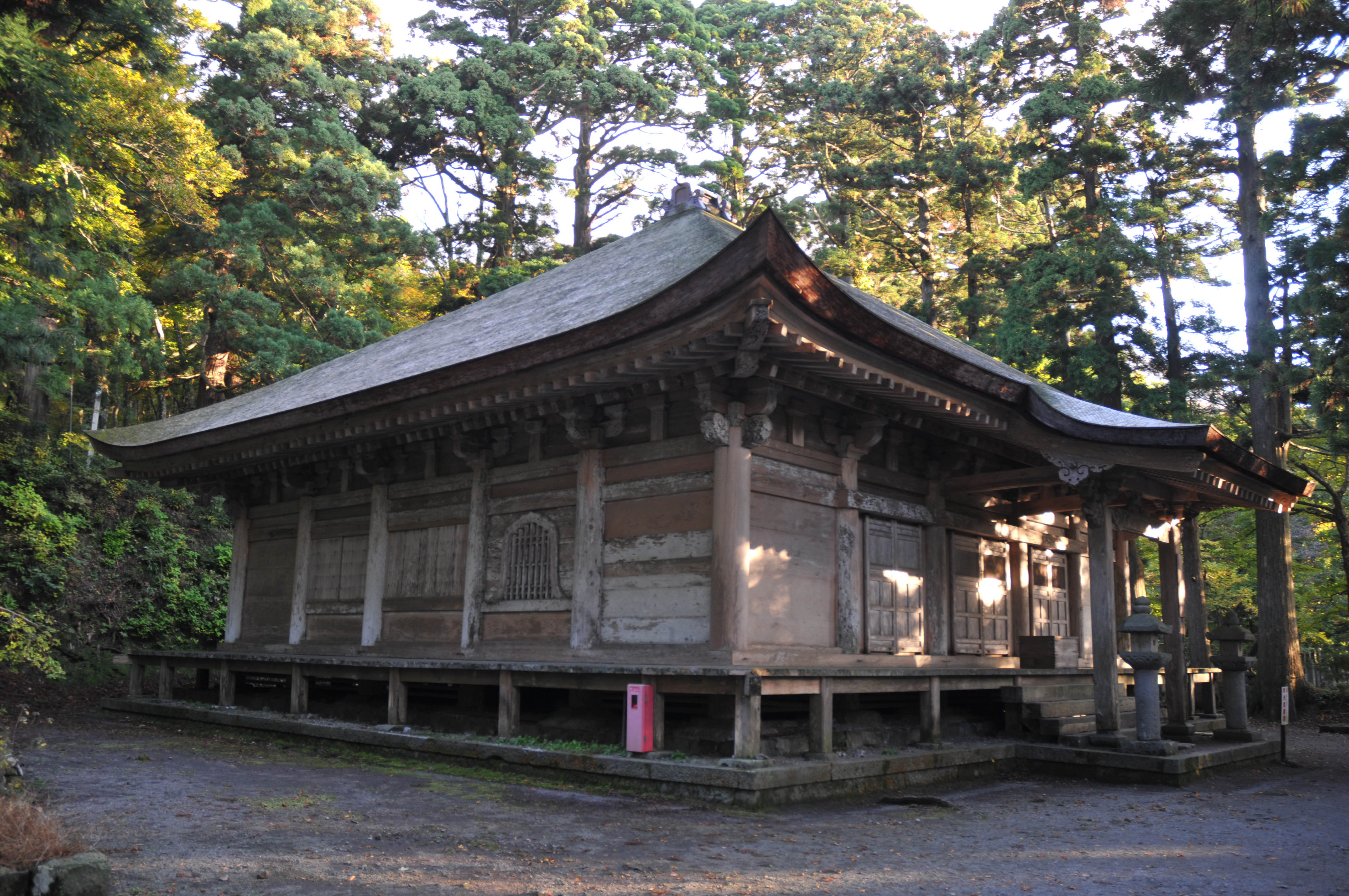
L' Amida-dō du Daisen-ji, bien culturel important

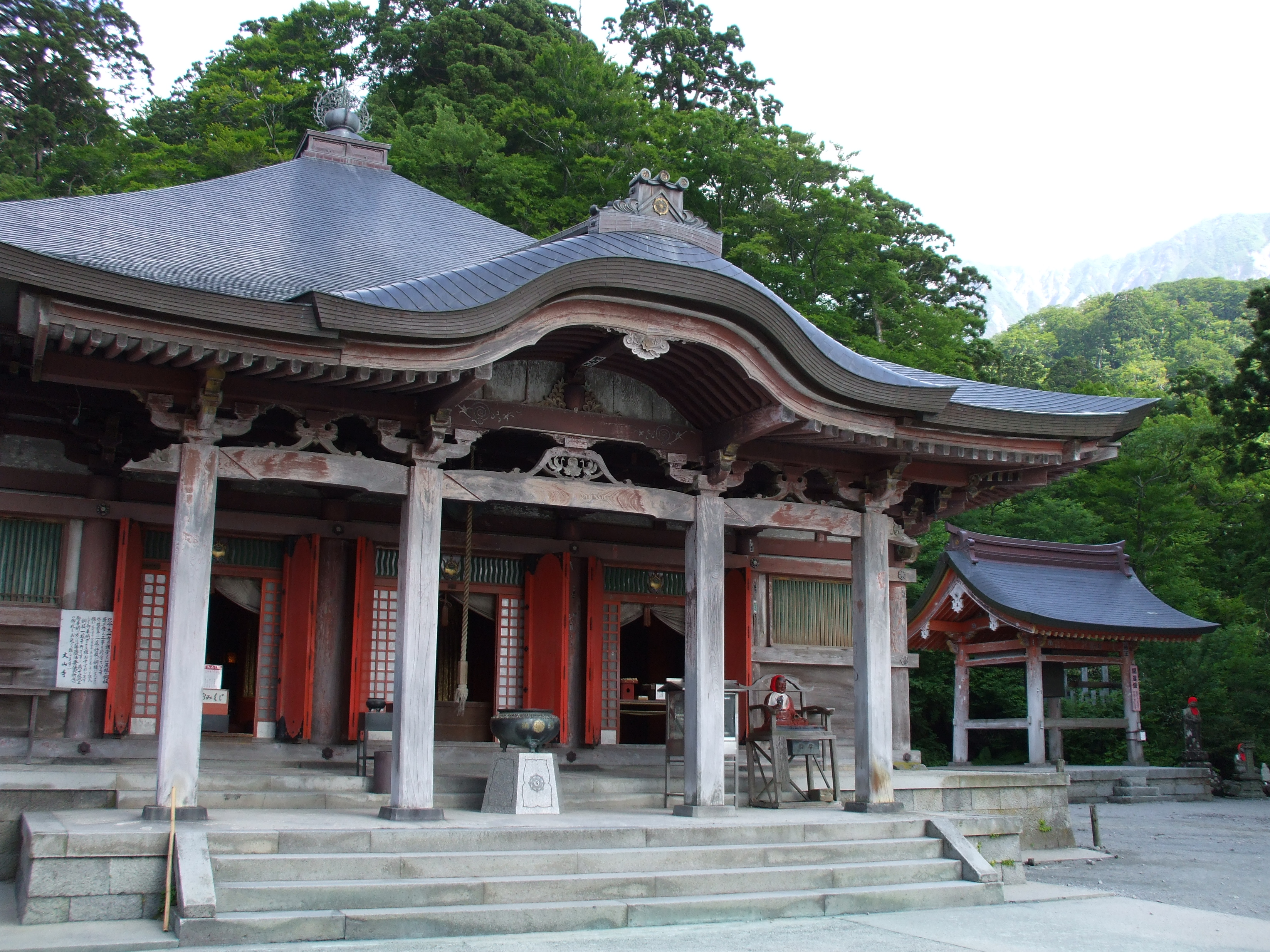
Le hon-dō

Le Daisen-ji (大山寺) est un temple bouddhiste situé dans la ville de Daisen, préfecture de Tottori au Japon. Le temple est construit sur les pentes du Daisen. L' Amida-dō et d'autres parties du temple sont désignés Trésor national.

## Histoire

### Histoire ancienne
Le Daisen, est depuis toujours considéré comme une montagne sacrée par les pratiquants du Koshintō, ancienne forme du Shintoïsme. Au VIIe siècle, la zone devient un centre du shugendō, une religion syncrétique qui incorpore des aspects du Koshintō, de l'animisme japonais, du shamanisme, du Taoisme et du Bouddhisme ésotérique des sectes Shingon Mikkyō et Tendai. Après le IXe siècle, ce temple passe sous le contrôle du Bouddhisme Tendai et devient l'un des plus importants de ses centres dans cette région. Le moine en chef (zashu) du temple est envoyé du Enryaku-ji de Kyoto, quartier général de la secte Tendai.

### Histoire moderne
Le Daisen-ji est très affecté par le mouvement anti-bouddhiste haibutsu kishaku (1868-c.1874) d'après la restauration de Meiji en 1868. Le temple est fermé en 1875. Le bâtiment Daichimyōkogen devient le Ōgamiyama-jinja, et les biens connexes du Shinto-Daisen-ji sont enlevés et transférés au sanctuaire. La réouverture du Daisen-ji est autorisée en 1903. En 1928, le Dainichi-dō est détruit par un incendie. De nombreux trésors culturels sont perdus dans le sinistre, notamment le Daisen-ji engi emaki, les rouleaux illustrés de l'histoire du temple. Le Dainichi-dō est reconstruit en 1951.

## Principaux objets du culte
- Juchimen-Kannon
- Amida Nyorai

## Biens culturels
Ce temple possède les biens culturels importants suivants.
- L'Amida-dō  (construit en 1592)
- Les trois divinités Amida
- Un Juchimen-Kannon en bronze
- Deux Kannon-Bosatsu (l'un du VIIIe siècle, l'autre fait en Chine au XIIe siècle)
- L'autel bouddhiste en fer